# Колґа-Яані (волость)
Ко́лґа-Я́ані (ест. Kolga-Jaani vald) — волость в Естонії, одиниця самоврядування в повіті Вільяндімаа з 19 грудня 1991 до 25 жовтня 2017 року.

## Географічні дані
Площа волості — 312,4 км2, чисельність населення на 1 січня 2017 року становила 1388 осіб.

## Населені пункти
Адміністративний центр — селище Колґа-Яані (Kolga-Jaani alevik).
На території волості також розташовувалися 15 сіл (küla):
Вайбла (Vaibla), Віссувере (Vissuvere), Ееснурґа (Eesnurga), Каавере (Kaavere), Лалсі (Lalsi), Лейе (Leie), Ляткалу (Lätkalu), Мелескі (Meleski), Одісте (Odiste), Ойу (Oiu), Оорґу (Oorgu), Отікюла (Otiküla), Паріка (Parika), Таґанурґа (Taganurga), Яртсааре (Järtsaare).

## Історія
19 грудня 1991 року Колґа-Яаніська сільська рада перетворена у волость зі статусом самоврядування.
29 грудня 2016 року Уряд Естонії постановою № 173 затвердив утворення нової адміністративної одиниці — волості Вільянді — шляхом об'єднання територій трьох волостей: Колґа-Яані, Тарвасту й Вільянді. Зміни в адміністративно-територіальному устрої, відповідно до постанови, мали набрати чинності з дня оголошення результатів виборів до волосної ради нового самоврядування.
15 жовтня 2017 року в Естонії відбулися вибори в органи місцевої влади. Утворення волості Вільянді набуло чинності 25 жовтня 2017 року. Волость Колґа-Яані вилучена з «Переліку адміністративних одиниць на території Естонії».